# بول تيسدال
بول روبرت تيسدال (بالإنجليزية: Paul Robert Tisdale)‏ (14 يناير 1973) هو مدرب كرة قدم إنجليزي، ولاعب سابق.

## روابط خارجية
بول تيسدال على موقع قاعدة بيانات كرة القدم.إي يو (الإنجليزية)
- بول تيسدال على موقع Soccerbase.com (لاعب) (الإنجليزية)
- بول تيسدال على موقع Soccerbase.com (مدرب) (الإنجليزية)
- بول تيسدال على موقع Soccerway.com (الإنجليزية)
- بول تيسدال على موقع عالم كرة القدم.نت (الإنجليزية)